# Nudelman N-37
Nudelman N-37 (ryska: Нудельмана Н-37) är en sovjetisk automatkanon producerad för att ersätta Nudelman-Suranov NS-37 från andra världskriget. Jämfört med NS-37 är N-37 cirka 30% lättare, men har lägre utgångshastighet. Trots det och trots den låga eldhastigheten är N-37 tack vare sina tunga projektiler ett kraftfullt vapen med en utgångsenergi på cirka 180 kJ. En granat väger runt 750 gram och en enda var tillräckligt för att slå ut ett bombflygplan.
N-37 användes som beväpning på bland andra jaktflygplanen MiG-15, MiG-17 och Jak-25.

## Varianter
- N-37 – Ursprunglig modell utan mynningsbroms. Användes på MiG-9 och Su-13.
- N-37D – N-37 med mynningsbroms. Användes på MiG-15, MiG-17
- N-37L – N-37 med 290 mm längre pipa utan mynningsbroms. Användes på Jak-25
- NN-37 (Nudelman-Nemenov) – N-37L med pneumatisk drivning och ny matning som ökade eldhastigheten till 600–700 skott/min. Tänkt som beväpning på Jak-27.